# Lumsden-Morse (circonscription saskatchewanaise)
Pour les articles homonymes, voir Lumsden et Morse.
Circonscription électorale provinciale du Canada
Lumsden-Morse est une circonscription électorale provinciale de la Saskatchewan au Canada. Elle est représentée à l'Assemblée législative de la Saskatchewan depuis 2016.

## Géographie
En 2024, la circonscription comprend les communautés ou des parties des communautés d'Avonlea, Baildon (No. 131) (en), Beaver Flat, Belle Plaine, Bratt's Lake (No. 129) (en), Briercrest, Buena Vista, Caron (No. 162) (en), Caronport (en), Chaplin (en), Chaplin (No. 164) (en), Coderre (en), Craven (en), Disley, Drinkwater, Elmsthorpe (No. 100), Ernfold, Excelsior (No. 166) (en), Grande Coulee, Herbert, Hillsborough (No. 132) (en), Longlaketon (No. 219) (en), Lumsden, Lumsden Beach (en), Lumsden (No. 189) (en), Moose Jaw, Moose Jaw (No. 161), Morse, Morse (No. 165) (en), Mortlach (en), Pense, Pense (No. 160) (en), Redburn (No. 130) (en), Regina, Regina Beach, Rodgers (No. 133) (en), Rouleau, Rush Lake (en), Saskatchewan Landing (No. 167) (en), Sherwood (No. 159) (en), Stewart Valley (en), Swift Current (No. 137) (en), Terrell (No. 101) (en), Waldeck (en), Wheatlands (No. 163) (en) et Wilcox.

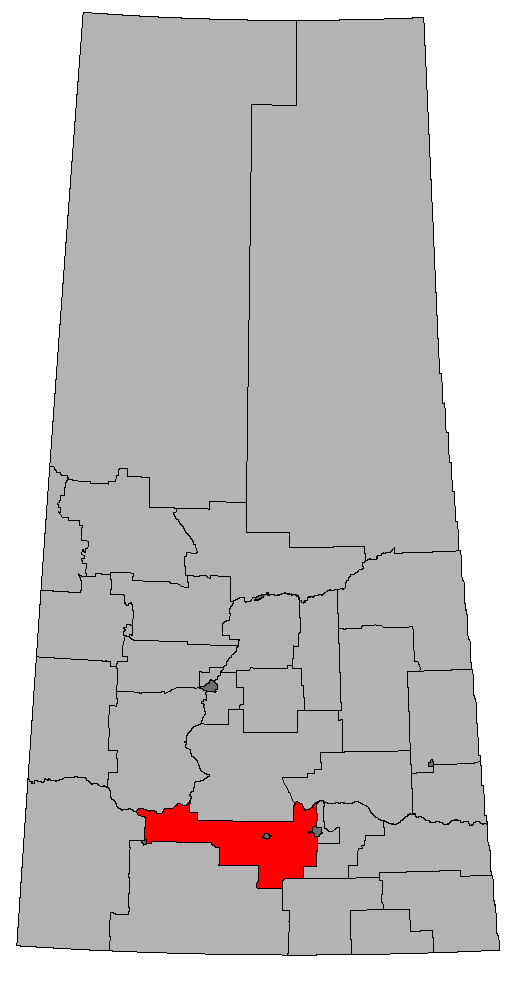
Frontière de la circonscription en 2016.
Frontière de la circonscription en 2022.

## Liste des députés
| Parlement | Années | Député | Député | Parti |
| Lumsden-Morse | Lumsden-Morse | Lumsden-Morse | Lumsden-Morse | Lumsden-Morse |
| Circonscription issue de Indian Head-Milestone, Regina Qu'Appelle Valley, Regina Wascana Plains, Swift Current, Thunder Creek, Weyburn-Big Muddy et Wood River | Circonscription issue de Indian Head-Milestone, Regina Qu'Appelle Valley, Regina Wascana Plains, Swift Current, Thunder Creek, Weyburn-Big Muddy et Wood River | Circonscription issue de Indian Head-Milestone, Regina Qu'Appelle Valley, Regina Wascana Plains, Swift Current, Thunder Creek, Weyburn-Big Muddy et Wood River | Circonscription issue de Indian Head-Milestone, Regina Qu'Appelle Valley, Regina Wascana Plains, Swift Current, Thunder Creek, Weyburn-Big Muddy et Wood River | Circonscription issue de Indian Head-Milestone, Regina Qu'Appelle Valley, Regina Wascana Plains, Swift Current, Thunder Creek, Weyburn-Big Muddy et Wood River |
| --- | --- | --- | --- | --- |
| 28e | 2016–2020 | | Lyle Stewart | Saskatchewanais |
| 29e | 2020–2023 | | Lyle Stewart | Saskatchewanais |
| 29e | mars-août 2023 | | Vacant | Vacant |
| 29e | 2023-2024 | | Blaine McLeod (en) | Saskatchewanais |
| 30e | 2024–en cours | | Blaine McLeod (en) | Saskatchewanais |